# 派克徑球場
派克徑球場（Pike's Lane）是位於英格蘭博爾頓的一座足球場。它是博尔顿足球俱乐部於1880年至1895年間的主場，也是世界上第一個聯賽足球進球的誕生地。

## 歷史
派克徑球場於1880年啟用，首場比賽是9月10日對陣大萊佛。球場最初在球場兩側設有土坡，後來的發展包括在北側邊線建造一個大看台，以及在東側球門後方設置木製看台。
博爾頓是1888年世界上第一個足球聯賽——英格蘭足球聯賽的創始成員之一。第一場聯賽比賽於1888年9月8日在派克徑球場舉行，博爾頓在5,000名觀眾面前以3-6輸給了德比郡。博爾頓的肯尼·達文波特在比賽開始兩分鐘後打進了進球，這是足球聯賽歷史上的第一個進球。一週後，足球聯賽的第一個帽子戲法也在派克徑球場誕生，由伯恩利的威廉·泰特在伯恩利4-3獲勝的比賽中完成。
球場的觀眾人數紀錄為20,000人，創造於1894年2月24日對陣利物浦的足總盃第三輪比賽。聯賽比賽的最高觀眾人數為14,000人，出現在1891年3月28日對陣布萊克本流浪者的比賽中。派克徑球場於1892年4月舉辦了第一場「跨聯盟」（inter-league）比賽，由英格蘭足球聯賽選拔隊對陣蘇格蘭足球聯賽選拔隊。
在1894-95年賽季結束時，俱樂部搬遷至般登公園球場（Burnden Park）。派克徑球場因球場草皮狀況不佳和觀眾設施不足而不受球員和球迷歡迎。球場的最後一場比賽於1895年4月13日舉行，博爾頓在10,200名觀眾的見證下以5-0擊敗了西布朗。該地點後來被用於建造排屋。